# Fonte d'amore
Fonte d'amore è una raccolta postuma della cantautrice Giuni Russo, pubblicata il 18 novembre 2016 dalla GiuniRussoArte.

## Descrizione
La raccolta è composta da quattro album, tre editi, ma mai pubblicati su CD, ovvero Giuni (1986), Album (1987), Il ritorno del soldato Russo (2014) ed il nuovo Sharazad, contenente otto brani inediti, prodotti da Maria Antonietta Sisini e mixati da Pino Pinaxa Pischetola.
Il brano Maria Guadalupe, scritto dalla stessa Giuni Russo e musicato dall'amica musicista Maria Antonietta Sisini, caratterizzato da un coinvolgente ritmo latino, trattasi della versione inedita registrata dalla Russo, prima dell'incisione della cantante Alessandra, pseudonimo di Anna Ferrari, e contenuto nel suo album Cocktail d'amore (1995).
Il cofanetto è dedicato alla memoria di Carlo Bixio.

## Tracce

### CD 1 - Giuni (1986)
1. Alghero (testo: G. Russo – musica: M.A. Sisini)
2. I ragazzi del sole (testo: G. Russo - G. Tripolino – musica: M.A. Sisini)
3. Piove, piove (testo: G. Russo – musica: M.A. Sisini)
4. Sogno d'oriente (testo: G. Russo – musica: M.A. Sisini)
5. Occhiali colorati (testo: G. Russo - G. Signori – musica: M.A. Sisini)
6. Con te (testo: G. Russo – musica: M.A. Sisini)
7. Glamour (testo: G. Russo – musica: M.A. Sisini)
8. Europa (testo: G. Russo – musica: M.A. Sisini)
9. Illusione (testo: G. Russo – musica: M.A. Sisini)

### CD 2 - Album (1987)
1. Ragazzi al Luna Park (testo: G. Russo - G. Signori - M.A. Sisini – musica: M.A. Sisini)
2. Anima pagana (testo: G. Russo - A. Martelli - M.A. Sisini – musica: M.A. Sisini)
3. Alla luna (testo: G. Russo – musica: M.A. Sisini)
4. Adrenalina (feat. Donatella Rettore) (testo: G. Russo – musica: M.A. Sisini)
5. Mango, papaia (testo: G. Russo – musica: M.A. Sisini)
6. I giardini di Eros (testo: G. Russo – musica: M.A. Sisini)
7. Inverno a Sarajevo (testo: G. Russo - A. Martelli - M.A. Sisini – musica: M.A. Sisini)
8. Venere Ciprea (testo: G. Russo - A. Martelli - M.A. Sisini – musica: M.A. Sisini)
9. Il canto dei lillà (testo: G. Russo – musica: M.A. Sisini)

### CD 3 - Il ritorno del soldato Russo (2014)
1. Tu che ne sai (1988) (testo: G. Russo – musica: M.A. Sisini)
2. Il ritorno del soldato (1996) (testo: M. Sgalambro – musica: F. Battiato - G. Russo - M.A. Sisini)
3. Le tue parole (1988) (testo: G. Russo - V. Magelli – musica: M.A. Sisini)
4. L'animale (1984) (F. Battiato)
5. Nell'anima (testo: A. Criscione – musica: B. Tavernese - M. Deponti)
6. M'è rimasto nel cuore (Many rivers to cross) (J. Cliff)
7. Uomo piangi (testo: V. Pallavicini – musica: P. Conte - P. Massara)
8. Un milione, un miliardo (testo: V. Pallavicini – musica: P. Conte)

### CD 4 - Sharazad (2016)[2]
1. Sharazad (1999) (testo: G. Russo – musica: M.A. Sisini)
2. Giochi di nuvole (1988) (testo: G. Russo – musica: M.A. Sisini)
3. Vestale (1997) (G. Russo)
4. Fonte d'amore (2000) (G. Russo)
5. E si perde (1995) (G. Russo)
6. Fonti mobili (1990) (testo: G. Russo - M.A. Sisini - D. Tortorella – musica: G. Russo)
7. Senza ragione (1997) (testo: G. Russo - M.A. Sisini – musica: G. Russo - M.A. Sisini)
8. Maria Guadalupe (1988) (testo: G. Russo – musica: M.A. Sisini)

## Andamento nella classifica italiana degli album
| FIMI ITA album chart | FIMI ITA album chart | FIMI ITA album chart |
| -------------------- | -------------------- | -------------------- |
| Settimana            | 01                   | 02                   |
| Posizione            | 46                   |                      |
| Fonti                | [ 3 ]                |                      |